# ファイアーバレー
ファイアーバレー（Fireballet）は、1971年から1976年まで活動していたアメリカのプログレッシブ・ロック・バンド。

## 略歴

### デビュー
このグループは、1971年にアメリカのニュージャージー州北部で、ファイアーボール・キッズ (Fireball Kids)として結成された。
ファイアーバレーはプログレッシブ・ロックに傾倒し、ジェネシス、イエス、エマーソン・レイク・アンド・パーマー、ジェントル・ジャイアントなどヨーロッパのその手のグループからインスピレーションを得ている。
アンブロージア、パヴロフス・ドッグ、カンサス、スティクスなどのバンドと並んで、「アメリカのプログレッシブ・ロックの歴史における宝石の1つ」となった。

### アルバム『はげ山の一夜』
1975年春にニューヨークのブロードウェイ・レコーディング・スタジオで録音され、パスポート・レコード (Passport Records)からリリースされたファースト・アルバム『はげ山の一夜』は、プログレッシブ・ロックの先駆者であるキング・クリムゾンの元メンバーで後のフォリナー・メンバーであるイアン・マクドナルドによってプロデュースされた。アルバムの数曲でサックスとフルートも演奏している。
『はげ山の一夜』は、アメリカン・プログレッシブ・ロックで最も成功したアルバムの1つで、19分に及ぶ組曲となっているタイトル曲が主軸になった作品である。
この組曲には、モデスト・ムソルグスキーの交響詩『禿山の一夜』からの編曲と、クロード・ドビュッシーの『2つの前奏曲集』から「沈める寺」と題されたピアノ前奏曲が組み込まれている。フランク・ペットによる急上昇するシンセサイザー、ブライアン・ハウのオルガン、リッチ・シュランダのギターだけでなく、アルバムをプロデュースし、サックスとフルートを演奏したイアン・マクドナルド（元キング・クリムゾン、マクドナルド・アンド・ジャイルズ、フォリナー）によるサックス・ソロもフィーチャーされている。
このアルバムは、2007年のBillboard 200で151位に達した。

### アルバム『ツー・ツー』
『はげ山の一夜』によってヒットが約束された後、翌年にリリースされた2枚目のアルバム『ツー・ツー』は、バレリーナに扮したバンド・メンバーを写した面白いカバー写真にもかかわらず、あまり受け入れられなかった。
非常に残念なことに、このアルバムはファイアーバレーにとっての白鳥の歌（最後の傑作）となった。売り上げはレコード会社であるパスポート・レコードの期待を下回っており、バンドはすぐに解散し、実際の利益はほとんど出なかった。

### ファイアーバレーのその後
2008年に、『Fireballet』と呼ばれるコンピレーション・アルバムが小さなインディーズ・レーベルからリリースされた。「Carrollon」「Atmospheres」、そして長編の「Night On Bald Mountain」という3曲のみが収録されている。
ドラマーでパーカッショニストのジム・クオモは、1982年から2009年の間に4枚のソロ・アルバムをリリースしたが、売れ行きはよくなかった。
2019年、ギタリストのリッチ・シュランダは、アルバム『The Other Side』でイギリスのプログレッシブ・ロック・バンド、ネクターと共演した。

## メンバー
このグループには5人のミュージシャンが在籍している：
- ジム・クオモ (Jim Cuomo) - ボーカル、ドラム、パーカッション、ティンパニ、ヴィブラフォン、木琴、グロッケンシュピール、ゴング、シンバル、チューブラーベル、トライアングル、ポリムーグ
- ブライアン・ハウ (Brian Hough) - ハモンドオルガン、シンセサイザー、ミニモーグ、サクソフォーン、ボーカル
- リッチ・シュランダ (Ryche Chlanda) - アコースティックギター、エレクトリックギター、マンドリン、古筝、ボーカル
- フランク・ペット (Frank Petto) - ピアノ、エレクトリックピアノ、アープ2600、メロトロン、オーバーハイムDS-2・デジタル・シーケンサー、ポリモーグ、アコーディオン、ボーカル
- マーティン・"スパイク"・ビッグリン (Martyn "Spike" Biglin) - ベース、12弦ギター

## ディスコグラフィ

### スタジオ・アルバム
- 『はげ山の一夜』 - Night On Bald Mountain (1975年、Passport)
- 『ツー・ツー』 - Two, Too... (1976年、Passport)

### コンピレーション・アルバム
- Fireballet (2008年) ※EP